# Штурм Корсуня
Штурм Корсуня — подія московсько-річпосаолитської війни 1654—1667 років. Намагаючись розширити підконтрольну територію на Правобережній Україні, що знаходяться в Каневі лівобережний гетьман Іван Брюховецький та царський воєвода Федір Протасьєв послали до Корсуня загін на чолі з лубенським полковником Григорієм Гамалією, ротмістром рейтарів Михайлом Жемчужниковим та капітаном Іваном Стромиловським. Загін, що налічував 2000 осіб, потай підійшов до Корсунської фортеці в ніч на 4 квітня, перебив вартових і раптовим нападом узяв Велике місто. У Корсуні було перебито близько 700 королівських вояків та козаків. У Малому місті замкнулося близько 300 німецьких найманців на польській королівській службі. Московсько-козацьке військо не стало штурмувати Мале місто, оскільки не мало при собі артилерії. Жителів Корсуня з дружинами та дітьми (до 10 тисяч) вивели до Канева. У полон потрапили колишній остерський, прилуцький та брацлавський полковник Тиміш Носач, військовий генеральний суддя Іван Креховецький та колишній полковник Корсуньський Улеско.